# قائمة المجموعات الدولية في العالم
القائمة التالية تضم المجموعات الدولية في العالم.
المخطط القابل للضغط يظهر علاقات المنظمات المختلفة في إطار منظمة التعاون الإسلامي. (عضوية سوريا معلقة من جميع المنظمات لانتهاكات حقوق الإنسان خلال الحرب الأهلية السورية).
- الاتحاد الأفريقي
- منتدى التعاون الاقتصادي لدول آسيا والمحيط الهادئ
- جامعة الدول العربية، الجزائر، البحرين، جيبوتي، مصر، العراق، الأردن، الكويت، لبنان، ليبيا، موريتانيا، المغرب، سلطنة عمان، فلسطين، قطر، السعودية، الصومال، السودان، سوريا، تونس، الإمارات العربية المتحدة، اليمن
- منظمة التعاون الإسلامي
- اتحاد المغرب العربي
- اتفاقية أغادير
- أسيان
- BASIC countries, وهي أربعة دول صناعية جديدة، البرازيل، جنوب افريقيا، الهند، الصين،
- اتحاد بنلوكسهو اتحاد سياسي- للوحدة اقتصادية لثلاثة ممالك في أوروبا الغرية: بلجيكا، هولندا، لوكسمبورغ.
- مبادرة خليج البنغال للتعاون التقني والاقتصادي المتعدد القطاعات BIMSTEC, بنغلادش، بوتان، الهند، مينامار، نيبال، سريلانكا تايلند شرق آسيا.
- بريكس وتضم البرازيل، روسيا، الهند، الصين جنوب أفريقيا.
- مجموعة ريو هي مجموعة تأسست عام 1986 وتضم دول أمريكا الجنوبية وبعض دول الكاريبي وهي: الأرجنتين بليز بوليفيا البرازيل تشيلي كولومبيا كوستاريكا كوبا الدومينيكان الإكوادور السلفادور غواتيمالا غيانا هايتي هندوراس جامايكا المكسيك نيكاراغوا بنما الباراغواي البيرو سورينام أوروغواي فنزويلا
- مجموعة الكاريبي
- اتحاد الكاريبي للتجارة الحرة CARIFTA [الإنجليزية]
- سيفيتس وتضم كولومبيا، أندونيسيا، فيتنام، مصر، تركيا، جنوب أفريقيا.
- مجلس التعاون الاقتصادي Comecon تأسس بين عام 1949 وعام 1991 خلال الحرب الباردة: الاتحاد السوفييتي، بلغاريا، كوبا، تشيكوسلوفاكيا، ألمانيا الشرقية، هنغاريا، منغوليا، بولندا، رومانيا، فيتنام.
- دول الكومنولث وتضم 53 دولة.
- مجموعة البلدان الناطقة بالبرتغالية
- لجنة المساعدة الإنمائية وتضم:أستراليا، الاتحاد الأوروبي، آيسلندا، نيوزيلندا، كوريا الجنوبية، النمسا، فنلندا، جزيرة أيرلندا، النرويج، إسبانيا، بلجيكا، فرنسا، إيطاليا، بولندا، السويد، كندا، ألمانيا، اليابان، البرتغال، سويسرا، التسيك، اليونان، لوكسمبورج، سلوفاكيا، المملكة المتحدة، الدنمارك، هنغاريا، هولندا، سلوفينيا، الولايات المتحدة.
- مجموعة شرق أفريقيا وتضم:بوروندي كينيا رواندا جنوب السودان تنزانيا أوغندا.
- منظمة التعاون الاقتصادي، وتضم افغانستان، اذربيجان، إيران، كازخستان، Kyrgyz, باكستان، طاجيكستان، تركيا، تركمانستان، اوزباكستان،
- الاتحاد الاقتصادي الأوروآسيوي، بيلاروسيا، كازاخستان، روسيا، ارمينيا، قيرغيزستان.
- الاتحاد الأوروبي
- النمور الآسيوية الأربعة- هونغ كونغ، سنغافورة، كوريا الجنوبية، تايوان.
- مجموعة الدول الاربعة: وتضم: البرازيل ألمانيا الهند اليابان، وهي الدول التي تدعم بعضها للحصول على مقعد دائم في مجلس الامن الدولي
- مجموعة الثماني (G8), كندا الولايات المتحدة، الصين، المملكة المتحدة فرنسا، اليابان، روسيا، إيطاليا.
- مجموعة الثمانية + خمسة G8+5: وتضم دول مجموعة الثماني بالإضافة لدول البرازيل الصين الهند المكسيك وجنوب أفريقيا
- مجموعة الخمسة - وتضم البرازيل الصين الهند المكسيك وجنوب أفريقيا
- مجموعة العشرين (G20), هي مجموعة من عشرين اقوى اقتصاد عالمي وتضم كل من: الأرجنتين، أستراليا، البرازيل، كندا، الصين، الاتحاد الأوروبي، فرنسا، ألمانيا، الهند، اندونيسيا، إيطاليا، اليابان، كوريا الجنوبية، المكسيك، روسيا، السعودية، جنوب افريقيا، تركيا، المملكة المتحدة، الولايات المتحدة،
- مجموعة الدول الصناعية السبع (G7), كندا، فرنسا، ألمانيا، إيطاليا، اليابان، المملكة المتحدة، الولايات المتحدة،
- مجموعة ال77 (G77)
- مجموعة العشرة
- مجلس التعاون لدول الخليج العربية، البحرين، الكويت، سلطنة عمان، قطر، السعودية الإمارات
- منتدى حوار إبسا IBSA [الإنجليزية]: والذي يشمل دول البرازيل والهند وجنوب أفريقيا
- ميركوسور وهو يشمل دول، الأرجنتين، البرازيل، الباراغوي، الاوروغوي، فنزويلا، بوليفيا، تشيلي، البيرو، كولومبيا، الإكوادور، سورينام.
- ميكتا MIKTA وهو اختصار دول، المكسيك، اندونيسا، كوريا، تركيا، استراليا
- مجموعة ماينت MINT وهي اختصار لمجموعة اقتصادية من أربعة دول هي، المكسيك، اندونيسيا، نيجيريا، تركيا
- مجموعة ناكار النرويج، استراليا، كندا، الأرجنتين
- نافتا
- مجموعة ال11 Next Eleven (Nll) وتضم بنغلادش، مصر، أندونيسيا، إيران، المكسيك، نيجيريا، الباكستان، الفلبين، تركيا، كوريا الجنوبية فيتنام.
- مجموعة ال 15
- اتحاد منظمة الدول الأمريكية يضم 35 دولة
- منظمة التعاون الاقتصادي والتنمية OECD
- منظمة الدول الأيبيرية الأمريكية وهي منظمة تضم الدول التي تتحدث اللغة الاسبانية واللغة البرتغالية في أمريكا وافريقيا وأوروبا.
- اوبك منظمة الدول المصدر للنفط
- الاعضاء الدائمون في مجلس الامن الدولي P5: الصين، فرنسا، روسيا، بريطانيا أمريكا
- مجموعة دول المحيط الهادئ Pacific Alliance والتي تضم: تشيلي، كولومبيا، المكسيك، البيرو
- بيغز PIGS ويضم: البرتغال، اليونان، اسبانيا، إيطاليا، ايرلندا
- اتحاد دول أمريكا الجنوبية ويضم دول اتحاد ميركوسور مجموعة دول الأنديز ودول أخرى
- الأمم المتحدة
- مجموعة فيسيغراد، أربعة دول في أوروبا الوسطى هي التشيك، المجر، بولندا سلوفاكيا.
- مجموعة فيستا (فيتنام، أندونيسيا، جنوب أفريقيا، تركيا الارجنتين)
- المجلس التركي: ويضم أذربيجان تركيا كازاخستان قيرغيزيا
- جاكسانز JACKSNNZ: وهي مجموعة من الدول الغنية وغير عضو في الاتحاد الاوروبي باستثناء الولايات المتحدة وتضم: اليابان، أستراليا، كندا، كوريا الجنوبية، سويسرا، النرويج، نيوزيلندا.
- مجموعة عمل لدول صناعية خارج الاتحاد الأوروبي جيسكانز JUSCANZ: وهي اختصار دول التي تكون بمثابة هيئة استشارية لمجلس حقوق الإنسان التابع للأمم المتحدة وبعض هيئات الأمم المتحدة الأخرى:

## مجموعات أخرى
- مجموعة المظلة
- مجموعة دول أوروبا الغربية ودول أخرى
- مجموعة الخمسة
- مجموعة الدول الصناعية السبع
- مجموعة ال24
- حقوق السحب الخاصة